# Heteromycteris hartzfeldii
Heteromycteris hartzfeldii es una especie de pez de la familia Soleidae en el orden de los Pleuronectiformes.

## Hábitat
Vive en las  bahías y estuarios.

## Distribución geográfica
Se encuentra en las  costas de Indonesia, Filipinas y Papúa Nueva Guinea.